# Sekheperenre
| N5 | s | L1 | r · n |

| N5 | s | L1 | r · n |

| N5 | s | L1 | r · n |

| N5 | s | L1 | r · n |

| N5 | s | L1 | r · n |

| N5 | s | L1 | r · n |

| N5 | s | L1 | r · n |

| N5 | s | L1 | r · n |

Mapa dels nomós del Baix Egipte. Al nord-oest, trobem Buto i Sais, i al nord-est Àvaris

Sekheperenre (pronunciat: s ḫpr r n r՚), 'Aquell a qui Ra ha donat forma', fou un faraó de la dinastia XIV d'Egipte. El nom d'Horus se'n desconeix. L'única informació directa que en tenim prové del cànon reial del papir de Torí (anotat a la secció 8.16) de l'època ramèssida, com passa amb la majoria de sobirans del segon període intermedi d'Egipte. Segons el papir, Sekheperenra va ser el dissetè rei o faraó de la dinastia. El seu predecessor va ser Nebsenre i el seu successor Djedkherura. Es creu que podia haver governat al Baix Egipte, a la zona del selta durant un màxim de dos anys i un mínim de dos mesos i un dia, segons el papir de Torí (en algun moment entre el 1720 aC i el 1630 aC).
Segons l'obra de Manethó (recollida parcialment en obres molt posteriors), és molt probable que fos descendent dels hicsos, com la resta de reis de la seva dinastia. També segons Manethó, la seva capital va ser Xois, situada a mig camí entre Buto i Sais, i van ser prínceps vassalls dels reis hicsos de la dinastia XIII de Memfis/Itjtawi (a l'oasi del Fayum). Durant aquesta època, va arribar una nova onada d'hicsos que es van instal·lar a Àvaris i que van fundar la dinastia XV. Aquesta darrera dinastia en va dominar les altres dues i va conquerir el Baix Egipte, i s'establí de manera hegemònica a la zona (en aquesta època, les dinasties se superposen entre si). No se sap si Sekheperenre va arribar a tenir cap relació amb els sobirans de la XV dinastia.
S'ha trobat un escarabat amb el seu nom, única resta coneguda del seu regnat.

## Per a més informació
Enllaços:
- Antic Egipte - Història i cronologia (anglès).
- Faraons egípcis (alemany).
- Antic Egipte (anglès).

Bibliografia:
- Alan Gardiner, The Royal Canon of Turin - Griffith Institute, Oxford, 1987.